# Osiedle Na Murawie
Osiedle Na Murawie – osiedle mieszkaniowe w Poznaniu, a zarazem jednostka obszarowa Systemu Informacji Miejskiej (SIM), należąca do większej jednostki obszarowej Winogrady, na osiedlu samorządowym Stare Winogrady. Zbudowane w latach 90. XX w. Na osiedlu znajdują się wyłącznie budynki 5-kondygnacyjne z dużą liczbą firm i usług w strefach parterowych.

## Położenie
Granice osiedla wyznaczają następujące ulice:
- Murawa na wschodzie,
- Winogrady na południu,
- Gronowa na zachodzie,
- Słowiańska na północy.

## Komunikacja miejska
- tramwaje: 3, 10
- autobusy: 169, 174, 182, 190, 214 (nocny), 224 (nocny)